# Diecéze aspendoská
Diecéze Aspendos je titulární diecéze římskokatolické církve.

## Historie
Aspendos, kdysi antické město identifikovatelné s vesnicí Belkis v dnešním Turecku, je starobylé biskupské sídlo nacházející se v římské provincii Pamfýlie. Diecéze byla součástí konstantinopolského patriarchátu a sufragánnou arcidiecéze Side.
Jsou známí čtyři biskupové této diecéze: Domnus, který se podílel na Prvním nikajském koncilu roku 325; Tribonianus, který se zúčastnil roku 431 Efezského koncilu; Timotheus, který zasáhl roku 448 do koncilu svolaného v Konstantinopoli patriarchou Flaviánem kvůli odsouzení Eutycha, kněze a archimandrity konstantinopolského kláštera; Leonus, který se zúčastnil roku 787 Druhého nikajského koncilu.
Od 20. století je aspendoská diecéze využívána jako titulární biskupské sídlo; v současnosti je bez titulárního biskupa.

## Seznam biskupů
- Domnus (zmíněn roku 325)
- Tribonianus (zmíněn roku 431)
- Timotheus (před rokem 448 – po roce 449)
- Leonus (zmíněn roku 787)

## Seznam titulárních biskupů
- 1911–1931 Louis-Elisée Fatiguet, C.M.
- 1932–1946 Alfonso Maria Corrado Ferroni, O.F.M.
- 1947–1956 Joseph-Paul Futy, M.S.
- 1955–1967 John Fergus O'Grady, O.M.I.